# East Farndon
East Farndon är en ort och civil parish i Storbritannien.   Den ligger i grevskapet Northamptonshire i riksdelen England, i den södra delen av landet, 120 km nordväst om huvudstaden London. East Farndon ligger 107 meter över havet och antalet invånare är 258.
Terrängen runt East Farndon är platt. Runt East Farndon är det tätbefolkat, med 356 invånare per kvadratkilometer. Närmaste större samhälle är Market Harborough, 2,2 km nordost om East Farndon. Trakten runt East Farndon består till största delen av jordbruksmark.